# Авиокатастрофа в Тенерифе
Авиокатастрофата в Тенерифе се случва на 27 март 1977 г., когато два пътнически самолета „Боинг 747“ се сблъскват на пистата на летище „Лос Родеос“ (сега Летище Тенерифе Север – Сиудад де Ла Лагуна) на испанския остров Тенерифе. Сблъсъкът се случва, когато полет 4805 на KLM започва излитане в гъста мъгла, докато полет 1736 на „Пан Ам“ все още е на пистата. Ударът и произтичащият от него пожар убива всичките 248 души на борда на самолета KLM и 335 от 396 души на борда на самолета „Пан Ам“, като само 61 оцеляват в предната част на последния самолет. С общо 583 смъртни случая бедствието е най-смъртоносният инцидент в историята на авиацията.
Двата самолета кацат на „Лос Родеос“ по-рано през деня и са сред няколкото самолета, отклонени към това летище поради експлозия на бомба на планираната дестинация. Летище " Гран Канария " „Лос Родеос“ е задръстено от паркирани самолети, които блокират единствената пътека за рулиране и принуждават самолетите, които излитат да рулират по нея. Гъста мъгла се носи по летището, така че видимостта е значително намалена за пилотите и контролната кула.
Последвалото разследване от испанските власти заключава, че основната причина за инцидента е решението на капитана на KLM да излети с погрешното убеждение, че е издадено разрешение за излитане от контрола на въздушното движение. Нидерландските следователи поставят по-голям акцент върху взаимното неразбирателство в радиокомуникациите между екипажа на KLM и контрола на въздушното движение, но в крайна сметка KLM признава, че техният екипаж е отговорен за инцидента и авиокомпанията се съгласява да компенсира финансово роднините на всички жертви.
Бедствието има трайно влияние върху индустрията и подчертава по-специално жизненоважното значение на използването на стандартизирана фразеология в радиокомуникациите. Процедурите в пилотската кабина също са прегледани, което допринася за установяването на управлението на ресурсите на екипажа като основна част от обучението на пилотите на авиокомпаниите. Капитанът вече не се счита за безпогрешен и екипажът се насърчава по време на операции на самолета. Това е най-смъртоностната самолетна катастрофа в историята на авиацията, като не се вземат предвид атентатите в Ню Йорк от 11 септември 2001 г.

## Описание
Летище Тенерифе Север е разположено край град Сан Кристобал де ла Лагуна на остров Тенерифе (провинция Санта Крус де Тенерифе, област Канарски острови, Испания), намирайки се на 11 километра от регионалната столица Санта Крус де Тенерифе.
Същият ден на летището на съседния остров Гран Канария е извършен атентат без жертви от „Движението за независимост и автономия на Канарските острови“ (на испански: Movimiento por la Autodeterminación e Independencia del Archipiélago Canario (MPAIAC)). Това налага пренасочването на целия въздушен трафик към северното летище на остров Тенерифе.
В 17:06:50 местно време на 27 март 1977 г. в резултат от сблъсъка на 2 самолета „Boeing 747“ намират смъртта си 583 души. Трагедията се разиграва в мъгла с видимост до 100 m преди и непосредствено при излитането на двата самолета, насочили се един срещу друг на пистата за излитане след рулиране.
Причините за катастрофата са комплексни: гъстата мъгла, претовареният трафик, нарушена комуникация, изнервеният екипаж на KLM (бързащ да излети за Амстердам след пренасочването и задържането му в Тенерифе, за да може да се вмести в трудовите норми), принизена бдителност на екипажа на „Pan American“ (не изпълняващ указанията да излезе по пистата за рулиране C3 с маньовър на 135° – практически невъзможен за самолета „Boeing 747“, поради което екипажът решава, че диспечерът им е казал да свърнат по C4, за което е необходима маневра само на 45°).

## Разговори
| 17:06:20.08             | диспечерът на Тенерифе (към капитана на KLM)                                                          | Бъдете готови за излитане, ще ви се обадя.                                                            |
| 17:06:20.3              | PanAm (2-ри пилот) към диспечера                                                                      | Ние все още следваме полосата, Клипер 1736 („Клипер“ е позивна на самолета на PanAm).                 |
| 17:06:19.39-17:06:23.19 | Последните 2 съобщения са се насложили едно върху друго и са чути в пилотската кабина на KLM като шум | Последните 2 съобщения са се насложили едно върху друго и са чути в пилотската кабина на KLM като шум |
| 17:06:25.6              | диспечер на Тенерифе                                                                                  | Разбрах ви, Папа Алфа 1736 (това е PA = PanAm 1736), докладвайте, когато освободите полосата.         |
| 17:06:29.6              | PanAm (2-ри пилот)                                                                                    | ОК, ще докладваме, когато освободим.                                                                  |
|                         | диспечер на Тенерифе                                                                                  | Благодаря.                                                                                            |
|                         | PanAm (капитан)                                                                                       | Давайте да излизаме оттук от чертата.                                                                 |
|                         | PanAm (2-ри пилот)                                                                                    | Да, какво той нервничи.                                                                               |
|                         | PanAm (бордови инженер)                                                                               | Да, след като ни държа толкова време. А сега бързайте.                                                |
| 17:06:32.43             | KLM (бордови инженер)                                                                                 | Те не са още напуснали?                                                                               |
| 17:06:34.1              | KLM (капитан)                                                                                         | Какво казваш?                                                                                         |
| 17:06:34.15             | KLM (втори пилот)                                                                                     | Да |
| 17:06:34.7              | KLM (бордови инженер)                                                                                 | Той вече напусна полосата, този PanAm?                                                                |
| 17:06:35.7              | KLM (капитан)                                                                                         | (раздразнено) О, да!                                                                                  |
| 17:06:40.0              | Капитанът на „PanAm“ вижда светлините на боинга на KLM на разстояние около 700 m                      | Капитанът на „PanAm“ вижда светлините на боинга на KLM на разстояние около 700 m                      |
| 17:06:41                | PanAm (капитан)                                                                                       | (крещи) Той се приближава! Виж! Този кучи син се приближава! Махаме се! Махаме се!                    |
| 17:06:44                | KLM вдига предния колесник                                                                            | KLM вдига предния колесник                                                                            |
| 17:06:47.44             | KLM (капитан)                                                                                         | (крещи)                                                                                               |
| 17:06:50.0              | Сблъсък.                                                                                              | Сблъсък.                                                                                              |